# Attributie (staatsrecht)
Attributie is de rechtstreekse toekenning van een bevoegdheid tot rechtspraak of bestuur aan Nederlandse overheidsorganen. Door attributie wordt een tot dan toe nog niet bestaande bevoegdheid geschapen.
In de Nederlandse grondwet worden de volgende bevoegdheden tot het uitvaardigen van algemeen verbindende voorschriften door attributie in het leven geroepen:
- de vaststelling van wetten in formele zin door regering en Staten-Generaal gezamenlijk (art. 81)
- de vaststelling van algemene maatregelen van bestuur door de regering (art. 89)
- de vaststelling van provinciale respectievelijk gemeentelijke verordeningen door provinciale staten respectievelijk gemeenteraad (art. 127).
- bij wet te regelen bevoegdheden aan besturen van waterschappen (art. 133 lid 2)
- bij wet te regelen bevoegdheid van openbare lichamen voor beroep en bedrijf en andere openbare lichamen (art. 134 lid 1).

De attributie van de bevoegdheid tot bestuur verloopt gecompliceerder. Niet alleen de Grondwet, maar ook algemeen verbindende voorschriften kennen de bevoegdheid tot bestuur toe.
Van attributie moet in het staatsrecht onderscheiden worden delegatie. Daarbij wordt een reeds door de Grondwet of andere wet in formele zin geattribueerde bevoegdheid overgedragen aan een ander orgaan.